# Vương Thụy Kiệt

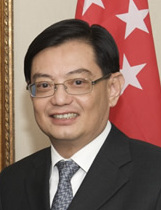
Vương Thụy Kiệt

Vương Thụy Kiệt (tiếng Trung: 王瑞杰; bính âm: Wáng Ruìjié; tiếng Tamil: ஹெங் சுவீ கியட், sinh ngày 1 tháng 11 năm 1961) là một chính trị gia người Singapore. Là thành viên của Đảng Hành động Nhân dân Singapore (PAP) của quốc gia, ông đã ở trong Nội các với tư cách Bộ trưởng Bộ Tài chính kể từ tháng 10 năm 2015. Ông từng là Bộ trưởng Bộ Giáo dục từ tháng 5 năm 2011 đến tháng 9 năm 2015 và Bộ trưởng Tài chính từ năm 2015 đến năm 2021. Ông là thành viên của quốc hội (MP) đại diện cho khu vực bầu cử đại diện nhóm Tampines (Tampines GRC) kể từ cuộc tổng tuyển cử năm 2011.
Trước khi được bầu vào Quốc hội, ông Vương là giám đốc điều hành của Cơ quan tiền tệ Singapore (MAS) từ năm 2005 đến năm 2011.